# The Pixar Story
The Pixar Story è un documentario del 2007 diretto da Leslie Iwerks.
Il documentario basato sulla storia della Pixar Animation Studios e racconta, attraverso le interviste con i protagonisti delle vicende, la nascita della compagnia, le vicende personali dei suoi fondatori, tra cui il travagliato percorso lavorativo di John Lasseter e la realizzazione del sogno di creare il primo lungometraggio interamente animato al computer, Toy Story - Il mondo dei giocattoli.
In Italia il documentario è stato incluso nelle edizioni home-video di Wall-E, e in seguito trasmesso in prima TV in seconda serata su Rai 1 il 2 gennaio 2012.

## Vicende
All'inizio degli anni ottanta il gruppo che poi avrebbe costituito i Pixar Animation Studios era in realtà la divisione computer della LucasFilm. All'epoca la realizzazione di animazioni grafiche era difficile e molto costosa, oltre a richiedere tempi lunghissimi, vista la scarsa velocità dei computer. I cortometraggi in computer grafica si riducevano a semplici dimostrazioni tecnologiche, nella maggior parte dei casi si trattava di loghi animati.
La svolta avvenne quando il gruppo della LucasFilm contattò un ex animatore della Disney, John Lasseter, proponendogli di realizzare una vera e propria animazione in computer grafica. Lasseter aveva già acquisito esperienza con quella tecnica alla Disney, pur non essendo un esperto di computer né di informatica, e il suo obiettivo a lungo termine era la realizzazione di un lungometraggio animato interamente in CGI. Nel realizzare dei personaggi animati si trovò di fronte ad un grosso problema: si potevano utilizzare soltanto semplici forme geometriche (cilindri, sfere...), che non gli consentivano di dare al corpo dei personaggi la flessibilità che avrebbe dato loro la maggior parte dell'espressività. Sottopose il problema ai tecnici della Pixar, che in risposta crearono la forma a goccia. Questo oggetto era costituito da una semisfera rivolta verso il basso, sovrastata ad una certa distanza da una semisfera molto più piccola. Si lasciava al computer il compito di riempire lo spazio vuoto. In questo modo, muovendo le due semisfere l'una rispetto all'altra, l'oggetto si piegava. Lasseter utilizzò questa forma per realizzare il corpo di un ibrido e le zampe di un calabrone. Nacque così nel 1984 The Adventures of André and Wally B..
Oltre ad essere il primo cortometraggio in CGI ad avere una vera e propria trama e dei personaggi, The Adventures of André and Wally B. introduceva anche delle importanti innovazioni tecniche. Comparivano infatti per la prima volta il sistema a particelle (che consentiva di animare migliaia di piccoli oggetti contemporaneamente, qui fu utilizzato per le foglie) e la scia di movimento (che faceva sì che gli oggetti che si muovevano velocemente si sfocassero seguendo il movimento). Presentato al SIGGRAPH del 1984 il corto ebbe un grandissimo successo. In seguito alla fama ottenuta, la computer division della LucasFilm fu acquistata da Steve Jobs, diventando la Pixar.
Tuttavia non si trattava ancora di uno studio di animazione, in quanto lo scopo principale dell'azienda era vendere hardware, e i cortometraggi animati avevano lo scopo di pubblicizzare i computer mostrando le prestazioni che potevano raggiungere, oltre che essere un mezzo per lo sviluppo di nuovi software. Nel 1986 Lasseter, ispirandosi alla lampada appoggiata sulla sua scrivania (una struttura piuttosto semplice), crea il personaggio di Luxo. Ne modifica poi le proporzioni, per creare una lampada "bambina", Luxo Junior, che sarà il protagonista del cortometraggio omonimo, oltre a diventare successivamente il logo della Pixar. In Luxo Junior le due lampade, genitore e figlio, sono animate in una scena di vita quotidiana. Dal punto di vista tecnico è notevole l'algoritmo usato per le ombreggiature, con le lampade che sono esse stesse la fonte della luce che le illumina. I dettagli tecnici passarono però in secondo piano al SIGGRAPH di fronte all'incredibile umanità impressa nelle lampade dall'animatore.
È dell'anno successivo Il sogno di Red, in cui i tecnici della Pixar si impegnano nella realizzazione di una scena di pioggia e della prima figura "antropomorfa" realizzata in CGI (un clown). Dal punto di vista dell'animazione, Lasseter inserisce un notevole pathos, realizzando un finale triste.
Ma quello che forse è il più importante cortometraggio realizzato dalla Pixar è Tin Toy del 1988, che fu il primo cortometraggio in CGI a vincere il premio Oscar. In questo cortometraggio compare per la prima volta una figura umana, un bambino, che terrorizza i giocattoli, che sono dotati di una volontà propria e scappano a nascondersi. Il cortometraggio è importante anche perché contiene in embrione l'idea da cui nascerà Toy Story - Il mondo dei giocattoli.
In questo periodo Steve Jobs effettua una riorganizzazione dell'azienda, eliminando la parte hardware e concentrandosi totalmente sull'animazione. Nascono ufficialmente i Pixar Animation Studios. L'ultimo cortometraggio realizzato da Lasseter come regista è Knick Knack del 1989. Realizzato con forme semplici e geometriche e senza figure umane, contiene diverse innovazioni tecniche, soprattutto nel fluttuare della neve all'interno della sfera.
Nell'ambito del suo obiettivo di realizzare un lungometraggio animato in CGI il gruppo della Pixar incominciò a dedicarsi alla televisione, realizzando pubblicità e altre sequenze. L'obiettivo intermedio era quello di realizzare uno speciale per la TV di mezz'ora.
Nel frattempo, la Disney aveva tentato più volte di firmare un contratto con Lasseter, che però aveva sempre rifiutato. Gli propose a questo punto un posto come direttore di un lungometraggio animato, proponendogli così di realizzare il suo obiettivo iniziale. Lasseter rifiutò ancora, ma suggerì alla Disney di realizzare il lungometraggio con la Pixar. La Disney accettò il suggerimento e propose alla Pixar un accordo, affermando che, se erano in grado di realizzare una sequenza animata di mezz'ora, erano in grado di realizzarne una di un'ora e mezza. Lasseter e il gruppo della Pixar abbandonarono quindi momentaneamente i cortometraggi per dedicarsi alla realizzazione di Toy Story, che uscì nel 1995.
La Pixar riprese la realizzazione di cortometraggi nel 1997 con Il gioco di Geri, che vinse l'Oscar come miglior cortometraggio animato. Da allora, continua ininterrotta la produzione di cortometraggi animati, anche allo scopo di far emergere nuovi talenti e di sviluppare ulteriori innovazioni tecniche.
Fino dal primo Toy Story, tutti i lungometraggi della Pixar sono realizzati in collaborazione con la Walt Disney Pictures. Le compagnie, come parte dell'accordo per la realizzazione di Toy Story avevano siglato un contratto da 10 anni e 5 film, nei quali si dividevano i costi di produzione ed i profitti, con la Disney che riceveva il 12,5% del reddito ed i diritti del film (compresi quelli per il merchandising). L'accordo si rivelò molto fruttuoso per entrambe le aziende, ed i lungometraggi della Pixar ottennero molto più successo di quelli d'animazione propri della Disney.
I primi cinque lungometraggi della Pixar incassarono più di 2,5 miliardi di dollari, rendendola, film dopo film, la casa di produzione con il maggior successo di tutti i tempi. Nel 1999, il CEO della Disney, Michael Eisner, e quello della Pixar, Steve Jobs entrarono in contrasto a causa del fatto che la prima aveva considerato Toy Story 2 fuori dall'accordo dei cinque film in quanto inizialmente previsto come film direct-to-video.
All'inizio del 2004 ci fu un tentativo di rinnovo del patto. Per il nuovo affare, la Pixar avrebbe voluto pagare solamente per la distribuzione, senza la divisione dei profitti e dei diritti commerciali. L'offerta non fu accettata e la Pixar rifiutò ogni altra concessione. La Disney, forte del fatto di detenere i diritti sui personaggi di tutti i film fino ad allora prodotti e quelli di creare i rispettivi seguiti, anche senza il coinvolgimento della Pixar, mise in piedi lo studio di animazione al computer Circle 7 Animation, con l'intento di produrre film e serie televisive con i personaggi Pixar. La mossa, tuttavia, si rivelò controproducente quando Eisner lasciò la Disney nell'ottobre 2005. Nel 2006 la Disney acquistò con un'operazione da 7,4 miliardi di dollari (contro i 10 milioni pagati da Jobs nel 1986) la Pixar, diventando così il più grande studio d'animazione del mondo. Steve Jobs entrò nel consiglio di amministrazione della Disney, mentre Lasseter e Ed Catmull erano ora a capo del reparto animazione. Il rimpiazzo di Eisner Robert Iger affidò le sorti dello studio a Lasseter e Catmull, che fecero chiudere lo studio e tutti i progetti in via di sviluppo.